# Orthonecroscia bouvieri
Orthonecroscia bouvieri är en insektsart som först beskrevs av Josef Redtenbacher 1908.  Orthonecroscia bouvieri ingår i släktet Orthonecroscia och familjen Diapheromeridae. Inga underarter finns listade i Catalogue of Life.